# Bukowiec (gmina w województwie olsztyńskim)
Bukowiec – dawna gmina wiejska istniejąca w latach 1946-1954 w województwie olsztyńskim (dzisiejsze województwo warmińsko-mazurskie). Siedzibą władz gminy był Bukowiec.
Gmina Bukowiec powstała po II wojnie światowej na terenie tzw. Ziem Odzyskanych (pruski powiat iławecki). 28 czerwca 1946 roku jako jednostka administracyjna polskiego powiatu iławeckiego gmina weszła w skład nowo utworzonego woj. olsztyńskiego. Według stanu z 1 lipca 1952 roku gmina była podzielona na 6 gromad: Bukowiec, Dobrzynka, Grotowo, Kwiatkowo, Paprocin i Zięby.
Gmina została zniesiona 29 września 1954 roku wraz z reformą wprowadzającą gromady w miejsce gmin. Jednostki nie przywrócono 1 stycznia 1973 roku po reaktywowaniu gmin.